# Mariano Ceferino del Pozo
Mariano Ceferino del Pozo, conocido por el sobrenombre de Boquique, fue un militar realista y carlista que vivió durante el siglo XIX en la ciudad de Plasencia. 

## Biografía
Luchó contra los franceses durante la Guerra de la Independencia española y más tarde dirigió una partida de placentinos quienes se encargaron de perseguir a bandoleros y maleantes por el norte extremeño. Gracias a sus intervenciones se pudo acabar con una de las peores cuadrillas de bandoleros que asolaban en norte de la actual Extremadura: Los Muchachos de Santibáñez.
Una vez acabada la guerra de la independencia y durante el Trienio Constitucional, Boquique asumió la causa realista y, temiendo que sus adversarios acabaran con él, se refugió en la que hoy es conocida como Cueva de Boquique, en la dehesa de Valcorchero, a las afueras de Plasencia. Permaneció en ella por un periodo de 11 meses, hasta que la ciudad fue recuperada por los absolutistas, hecho que tuvo lugar en mayo de 1823.
Durante los años siguientes (Década Ominosa) se mantuvo en sus posicionamientos realistas, y después del fallecimiento de Fernando VII abrazó la causa carlista, por lo que fue vigilado estrechamente por las autoridades. 
En Plasencia se trama entonces, alentada por el clero placentino del momento (Obispo Varela), una de las más consolidadas y peligrosas conspiraciones carlistas. Boquique asumió la dirección de la facción militar placentina que apoyó dicha rebelión, de nuevo ocultándose en la cueva que le era bien conocida. No obstante, la noche del 5 al 6 de marzo de 1834 Boquique y sus aliados fueron detenidos y apresados en la cueva que les servía de refugio. 
Mariano Ceferino del Pozo y todos los que le seguían y daban apoyo fueron reducidos y encarcelados y, como consecuencia de sus acciones contrarias al régimen existente en España en ese momento, se les abrió un largo proceso judicial. Más de 40 personas pertenecientes a todos los ámbitos y estratos sociales de Plasencia estuvieron encausadas en dicho proceso.
Entre el imaginario popular se cuentan estos hechos de manera legendaria y relatando que Boquique fue un terrible bandolero (contrariamente a la realidad) y que prefirió suicidarse a la entrada de la cueva a la que da nombre antes de que la justicia isabelina lo apresase.